# BMTアストリア線
BMTアストリア線（BMT Astoria Line）はニューヨーク市地下鉄Bディビジョンの路線で、クイーンズ区内を走っている。アストリアのアストリア-ディトマース・ブールバード駅からロングアイランド・シティの39番街駅まで31丁目の上を走行し、そこから西に曲がってクイーンズボロ・プラザ駅に至る路線である。
全線で終日N系統が運行され、平日にはW系統も加わる。デュアル・コントラクツで建設された路線のため、1949年までIRTとBMTがIRT規格の車両で共同運行していたが、幅広のBMT規格の車両が入線できるようホームを削る改修工事が行われて共同運行は取り止めになった。

## 路線概要と運行パターン
BMTアストリア線内では全列車が各駅停車で運行される。
| 運行 系統 | 時間帯 | 時間帯   |
| 運行 系統 | 平日   | 週末     |
| --------- | ------ | -------- |
|           | 全線   |          |
|           | 全線   | 運行なし |

北端のアストリア-ディトマース・ブールバード駅は島式ホーム1面2線だが、駅南側で中央に急行線が増える。この急行線は営業運転では使われておらず、同駅折り返しのための渡り線になっている。次のアストリア・ブールバード駅は3線区間で唯一の急行停車駅である。続く4駅は相対式ホーム2面の緩行駅である。
急行線は39番街駅の南で両側の緩行線と合流し、西に曲がってクイーンズボロ・プラザ駅に到着する。クイーンズボロ・プラザ駅は2層構造になっており、北行線の列車は上層、南行線の列車は下層に停車し、IRTフラッシング線と対面乗り換えができる。上層の線路には渡り線があり、数少ないBMTまたはINDとIRTとの接続部の1つになっている。クイーンズボロ・プラザ駅を出ると、地下に下って60丁目トンネル連絡線に合流し、60丁目トンネルを通ってBMTブロードウェイ線となりマンハッタンへ向かう。

## 延伸計画
2000年代初めに、メトロポリタン・トランスポーテーション・オーソリティ（MTA）はアストリア線をラガーディア空港まで延伸する計画を打ち出したが、地元住民の激しい反対に遭い2003年7月に棚上げとなった。
1920年代の交通委員会の研究では、アストリア線を北西に延伸し、ランドールズ島とワーズ島の地上または地下を通り125丁目に出てマンハッタンに至る路線とする案があった。これは概ね現在のトライボロー橋の経路と同じであるが、MTAがこの案を復活させるかどうかは不明である。

## 運行系統の改変
予算縮小のため2010年からW系統の運行は取り止めになり、2010年から2016年までの間は平日のアストリア線内の運転はQ系統に置き換えられていた。しかし、IND2番街線の開業に合わせて運行系統の見直しが行われてQ系統は2016年11月7日から57丁目-7番街駅止めに戻され、W系統は旧来の全区間（アストリア-ディトマース・ブールバード駅 - ホワイトホール・ストリート-サウス・フェリー駅間）での運転が復活した。

## 駅一覧
| ネイバーフッド （概略の位置）                                                                | バリアフリー・アクセス                      | 駅名                                    | 停車     | 系統 | 開業日       | 乗換・備考                                                             |
| -------------------------------------------------------------------------------------------- | ------------------------------------------- | --------------------------------------- | -------- | ---- | ------------ | ---------------------------------------------------------------------- |
| アストリア                                                                                   |                                             | アストリア-ディトマース・ブールバード駅 |          | N W  | 1917年2月1日 | 開業時はディトマース・アベニュー駅（Ditmars Avenue）                   |
| アストリア                                                                                   | 急行線 始点（定期列車なし）                 |                                         |          |      |              |                                                                        |
| アストリア                                                                                   |                                             | アストリア・ブールバード駅              | 全列車   | N W  | 1917年2月1日 | ラガーディア空港行きM60SBS 開業時はホイト・アベニュー駅（Hoyt Avenue） |
| アストリア                                                                                   |                                             | 30番街駅                                | 各駅停車 | N W  | 1917年2月1日 | 開業時はグランド・アベニュー駅（Grand Avenue）                         |
| アストリア                                                                                   |                                             | ブロードウェイ駅                        | 各駅停車 | N W  | 1917年2月1日 |                                                                        |
| アストリア                                                                                   |                                             | 36番街駅                                | 各駅停車 | N W  | 1917年2月1日 | 開業時はワシントン・アベニュー駅（Washington Avenue）                  |
| ロングアイランド・シティ                                                                     |                                             | 39番街駅                                | 各駅停車 | N W  | 1917年2月1日 | 開業時はビービ・アベニュー駅（Beebe Avenue）                           |
| ロングアイランド・シティ                                                                     | 急行線 終点                                 |                                         |          |      |              |                                                                        |
| ロングアイランド・シティ                                                                     | IRTフラッシング線への連絡線（定期列車なし） |                                         |          |      |              |                                                                        |
| ロングアイランド・シティ                                                                     |                                             | クイーンズボロ・プラザ駅                | 全列車   | N W  | 1917年2月1日 | 7 <7>（IRTフラッシング線）                                             |
| 60丁目トンネル連絡線に接続（R ）して 60丁目トンネルを通りBMTブロードウェイ線となる（N R W ） |                                             |                                         |          |      |              |                                                                        |